# 魔法使いロゼの佐渡ライフ
『魔法使いロゼの佐渡ライフ』（まほうつかいロゼのさどライフ、英語:The SADO Life of Rosé the witch）は、おみなえしによる日本の漫画作品。『まんがタイムきららフォワード』（芳文社）にて、2022年10月号より連載している。2024年度の次にくるマンガ大賞のコミックス部門に花唄メモワール・好都合セミフレンドとともにノミネートされた。

## 作品概要
この物語はロゼが異世界から現代に転移するところから始まる。転移直後にトキに襲われているところを島の住民である土屋紗菜に助けてもらい、そして転移して間もないため、お金も土地勘もなかったということで、一緒に住むこととなった。ロゼは紗菜の家にあるテレビを見て東京に転移したと思っていたが、そこは実は佐渡島だった。

## 登場人物
土屋 紗菜（つちや さな）
誕生日:3/7、19歳、血液型B型、身長158センチメートル。佐渡島に住む少女であり本作の主人公。南佐渡地区宿根木の三角形の形をした家に住んでいる。市野原ときことは高校の同級生。とても優しく、色んな人に頼られるが、ガッツもある性格で佐渡島をより良くするために孤軍奮闘している。しかし細かいことが苦手で家計簿などうまく作成することができず曖昧になっている。幼いころに両親をなくしており、ロゼと暮らすようになるまでの間ずっと一人で暮らしていた。実はお姉さんがおり研究者をしているが、紗菜自身どこで何をやっているか全く知らない。そのためお姉さんの借金の連帯保証人に勝手にされており、借金100万円支払うこととなってしまった。好物は佐渡島名物かんずりであり、家の棚には大量のストックと「えのき茸」や「山菜」、「ゆず」など豊富な種類のかんずりを保管してあるほど、好物である。特にハバネロかんずりがおすすめのこと。佐渡金山の食品の企画にて、かんずりを練り込んだ中華まんをつくっており、かんずり愛が伝わってくる。
また、英語が非常に堪能であり、外国人に突然話しかけられても、流暢に会話ができるほどである。職業は町の観光案内や町の人達のお手伝いをして生計を立ている。なぜこれらのことをやり始めたかたというと、幼いころから近所の人達が助けてくれたので、その恩返しがしたいから。
英語以外にも、水泳が得意で中学生時代に学校内で1位を取ったことがあり、また高校の時も海での水泳授業で溺れていた麻衣を助けたこともある。
学生時代に生徒会長をしたことがあるが、そのことが原因でときことは、ギスギスした関係が続いていたが今は解消されている。
実はまだ車の免許を持っておらず、理由は免許を取るための費用や車の費用が高いからとしているが、本当の理由は運転したら絶対に事故を起こす気がするから。また、麻衣に自動車免許を取れるか質問した際に、微妙な反応をされていたので、おそらく技能面で危ういのではなく性格面で心配されている。
ロゼ
本名:ロゼスタリア・エトワール。誕生日:12/25、151センチメートル、血液型不明、19歳。元々王族一家の娘だったが、「黒髪」という理由だけで実の父である国王によってなかば住んでいた王国を追放され亡き母の故郷の村に移り住んだが、そこでも黒髪が理由で村民からも不遇な扱いをされてしまい、村民や村長からは「早く消えてくれないかな」や「またきたよ」など罵倒されていた。その生活に嫌気が差し、報復として転移てきた。今まで、人から罵倒されてばかりで感謝されることがなかっため、初めて佐渡島の人から感謝された時は、感極まって涙していた。とても順応力が高く、佐渡島に転移してきてから、2日でひらがなやカタカナを覚え理解し、3日で箸を持てるようになっており、紗菜からは「天才っているんだな」と言われていた。食べることが非常に大好きで作中では、大体の食物に美味しくて感動している。実はある目標があり、それは「東京」に行くことである。そのため、東京から旅行できていた穂夏に対して質問攻めにしていた。
佐渡島に転移してからも魔法は健在で、主に人助けに使われている。
市野原 ときこ（いちのはら ときこ）
父が政治家一家で「常に一番であれ」と教わって育ってきた。佐渡島のことをいつも考えており、様々な事業にも携わっている凄腕。そのため、市民や紗菜からも非常に頼りにされている。よく紗菜を突き放すような態度をとっているが、時に紗菜のことを心配したりしたり、手助けをしたりと相談に乗ったりツンデレ要素を持っている。紗菜とは高校の同級生。高校の生徒会長の選挙で紗菜に人生で数少ない負けとなり、副生徒会長となった。しかし副会長になって頼りにされるように努力しても、生徒会長である紗菜よりも注目されず、自分が人として負けたことに嫉妬してしまい、紗菜に対して強い八つ当たりをしてしまって以降関係がギクシャクしていたが、今は解消され仲良くやっている。
月渚（ルナ）
本名:ルミナス・ヴィレット。王都出身で、突然異世界から転移してきた。ときこと暮らしており、月渚と名乗っている。実は貴族出身で剣術をも心得ている。西瓜を一刀両断していたり、ロゼと木の剣で模擬対決をしたとき、魔法を使っていない彼女に対して互角といい勝負をしていたため、その実力は折り紙付きである。最初ロゼとあった時彼女のことを黒い魔女だと思っており、町が破壊されると思いめちゃめちゃ怖がっていた。ロゼと同じく食べることが好きでお菓子やパフェなどを食べているシーンがよく描かれている。
吉岡 麻衣（よしおか まい）
誕生日:5/1、18歳、血液型O型、身長155センチメートル。紗菜の高校の後輩。学校の授業にて海で溺れている時に助けられたため紗菜のことを非常に慕っている。
毎年観光客が増える時期に案内などの手伝いとして来ているため、宿根木のことは熟知している。
最初麻衣は、ロゼのことを敵対視しており、紗菜のスマホのホーム画面が紗菜とロゼのツーショット写真だったのを見て、どうして一番は私じゃないんだろうと悔しがっていたが、麻衣が橋から落ちた時に彼女が助けたことで、ロゼのことも慕うようになり「先輩」と呼ぶようになった。
髪の毛が金髪なのはウィッグをつけているから。なぜつけているかというと元々ブロンドに憧れていたが校則的に髪を染めるわけにはいかないから。
18歳なので一応免許は持っており、おばあちゃんから譲ってもらった車を運転している。
臼杵さん
佐渡市役所の職員でよく紗菜のことを気にかけてくれたり、車で祭りなどに送迎してくれたりしている。
紗菜に100万円の借金があることを教えてくれたのは彼女である。
中原涼香(なかはら すずか)
臼杵さんと同じく佐渡市役所の職員さん。365日欠かさず食べるほどアイスが好き。初登場時もアイスを食べていた。市の職員のため「紗菜」や「ときこ」に観光の企画を持ってくる。
伊藤さん
宿根木地区の代表さん
伊藤 美乃梨（いとう みのり）
伊藤さんのお孫さんで、紗菜やロゼに懐いている。
畑野さん
金山企画運営責任者
沢崎 穂夏（さわさき ほのか）
東京在住で棚田の稲刈り体験にいた沢崎家の娘さん。来た当初、稲刈りに全然乗り気ではなく、自分は非力だから何もできないと卑下していたが、ロゼの魔法をかけた鎌で作業してみると、できたため大変喜んでいた。その後、佐渡島や農業に興味を持ち始め、皆と田んぼについて話している時に「自給自足ちょっと楽しそう」とおもうようになっており、ロゼや皆と一緒に佐渡を観光しているうちに佐渡の魅力に気づき、帰りの船で佐渡島に移住しようか検討していた。
以前は働いていたが、自分が何もできなさすぎて、嫌気が差し会社を退社してしまい、暫くの間引きこもりをしていた。今回の旅行は、親が引きこもりを心配して、無理やり連れてこられた。
ゲームの影響で魔法について興味を持っており、ロマンがあっていつか使ってみたいと思っている。
柳沢 里香（やなぎさわ りか）
麻衣の同級生で「佐渡 西三川ゴールドパーク」にて知り合いの手伝いをしている。

## 用語
はんぎり
4人まで乗れる楕円形の海上の乗り物 たらい船の一種。
サザエ祭り
年に一度開催される祭り　踊ったりする祭りではなくご飯などの露天が並ぶ。
小木の茅の輪祭り
毎年6月末に小木の木崎神社で行われる　大きな茅の輪を神社の鳥居に飾り、八の字に三回周り、無病息災を願う祭り。
佐渡金山
相川地区にある世界遺産に登録された金山。
千石船
江戸時代に米を運んでいた船。大和船とも言う
アース・セレブレーション
開催期間3日間の佐渡市最大のお祭り。毎日夜になると鼓重とゲストによる野外ライブをする
佐渡おけさ
佐渡島の伝統的な踊り

## 作品舞台
新潟県にある佐渡島が舞台。主な舞台には主人公が住んでいる宿根木・祭りなどで出てくる両津など、1箇所のみが舞台というわけでなく佐渡島全体が舞台となっている。

## 書誌情報
- おみなえし『魔法使いロゼの佐渡ライフ』芳文社〈まんがタイムKRコミックス〉、既刊5巻（2025年7月11日現在）[13]
  1. 2023年5月11日発売、ISBN 978-4-8322-7460-0[14][15]
  2. 2023年9月12日発売、ISBN 978-4-8322-7484-6[14]
  3. 2024年4月11日発売、ISBN 978-4-8322-9540-7[14]
  4. 2025年1月10日発売、ISBN 978-4-8322-9604-6[14]
  5. 2025年7月11日発売、ISBN 978-4-8322-9647-3[14]